# Nadwiślański Oddział Straży Granicznej
Nadwiślański Oddział Straży Granicznej im. Powstania Warszawskiego – oddział Straży Granicznej z siedzibą przy ul. Komitetu Obrony Robotników 23 w Warszawie.

## Formowanie i zmiany organizacyjne
Nadwiślański Oddział Straży Granicznej im. Powstania Warszawskiego został utworzony 15 września 2004 roku.
Zarządzeniem nr 64 Komendanta Głównego Straży Granicznej z dnia 2 listopada 2010 roku określono i wprowadzono symbol Nadwiślańskiego Oddziału Straży Granicznej.

## Zasięg terytorialny
Z dniem 1 września 2007 roku realizuje swoje ustawowe zadania wewnątrz kraju, obejmując swoim zasięgiem cztery centralne województwa: kujawsko-pomorskie, łódzkie i świętokrzyskie i mazowieckie z wyjątkiem powiatu łosickiego.
Z dniem 24 sierpnia 2005 roku zasięg terytorialny oddziału obejmował województwa: kujawsko-pomorskie, łódzkie, świętokrzyskie, wielkopolskie, mazowieckie z wyjątkiem powiatu łosickiego.
W terytorialnym zasięgu działania oddziału, terenowymi organami Straży Granicznej byli komendant oddziału, komendanci granicznych placówek kontrolnych, a po reorganizacji w 2004 roku jest komendant oddziału i komendanci placówek.

## Struktura organizacyjna
Od 24 sierpnia 2005 roku w miejsce dotychczas funkcjonujących granicznych placówek kontrolnych utworzono placówki Straży Granicznej. Funkcjonariusze i pracownicy pełniący służbę i zatrudnieni w granicznych placówkach kontrolnych Straży Granicznej stali się odpowiednio funkcjonariuszami i pracownikami placówek Straży Granicznej.
Od 1 maja 2014 roku funkcjonowanie Nadwiślańskiego Oddziału Straży Granicznej reguluje Zarządzenie nr 56 Komendanta Głównego Straży Granicznej z dnia 25 kwietnia 2014 roku w sprawie nadania regulaminu organizacyjnego Komendzie Nadwiślańskiego Oddziału Straży Granicznej imienia Powstania Warszawskiego w Warszawie (Dz. Urz. 2014.77).
Komendą Oddziału kieruje Komendant Oddziału przy pomocy zastępców Komendanta Oddziału, głównego księgowego oraz kierowników komórek organizacyjnych komendy oddziału.
W skład komendy oddziału wchodzą komórki organizacyjne, o których mowa poniżej oraz Zespół Stanowisk Samodzielnych.
Zespół Stanowisk Samodzielnych, w skład którego wchodzą radca prawny i kapelan, jest bezpośrednio nadzorowany przez Komendanta Oddziału.
Komórkami organizacyjnymi komendy oddziału są:
- Wydział Graniczny;
- Wydział Operacyjno-Śledczy;
- Wydział do Spraw Cudzoziemców;
- Wydział Koordynacji Działań;
- Wydział Łączności i Informatyki;
- Wydział Budownictwa i Gospodarowania Nieruchomościami;
- Wydział Transportu;
- Wydział Zaopatrzenia Materiałowego;
- Wydział Zabezpieczenia Działań;
- Służba Zdrowia Nadwiślańskiego Oddziału Straży Granicznej z siedzibą w Warszawie;
- Pion Głównego Księgowego;
- Wydział Kadr i Szkolenia;
- Wydział Ochrony Informacji;
- Wydział Analiz, Informacji i Współpracy Międzynarodowej;
- Wydział Kontroli i Audytu Wewnętrznego;
- Ośrodek Konferencyjno-Szkoleniowy Straży Granicznej w Otwocku;
- Strzeżony Ośrodek dla Cudzoziemców w Lesznowoli;
- Wydział Zabezpieczenia Technicznego.

## Placówki Straży Granicznej będące w strukturze NwOSG[9]
- Placówka Straży Granicznej Warszawa-Okęcie im. gen. bryg. Waleriana Czumy:
  - (przejście lotnicze) Warszawa-Okęcie;
- Placówka Straży Granicznej w Warszawie:
  - placówka nie obsługuje żadnego przejścia granicznego
- Placówka Straży Granicznej w Bydgoszczy:
  - (przejście lotnicze) Bydgoszcz;
- Placówka Straży Granicznej w Łodzi:
  - (przejście lotnicze) Łódź–Lublinek;
- Placówka Straży Granicznej Warszawa-Modlin.
  - (przejście lotnicze) Warszawa/Modlin.
- Placówka Straży Granicznej w Lesznowoli (od 1 maja 2015):
  - Strzeżony Ośrodek dla Cudzoziemców w Lesznowoli;
- Placówka Straży Granicznej w Radomiu (od 15 listopada 2022):
  - (przejście lotnicze) Radom–Sadków,

## Komendanci Nadwiślańskiego Oddziału SG
- płk SG Jerzy Stec (2004 – 2006)
- cz.p.o. płk SG Wiesław Rokicki (2006)
- płk SG Ryszard Pawlak (2006 – 2008)
- płk SG Mariusz Piętka (2008 – 2.10.2014)
- gen. bryg. SG Jarosław Frączyk (3.10.2014 – 1.09.2016)
- płk SG Andrzej Rytwiński (1.09.2016 – 26.09.2019)
- gen. bryg. SG Robert Bagan (26.09.2019 – 19.01.2024)[10]
- gen. bryg. SG Dariusz Lutyński (od 19.01.2024)[11]